# Kościół Świętych Apostołów Piotra i Pawła w Obrazowie
Kościół Świętych Apostołów Piotra i Pawła – rzymskokatolicki kościół parafialny należący do dekanatu Klimontów diecezji sandomierskiej.
Obecna świątynia parafialna murowana została wzniesiona w latach 1760-1782. Budowla została zbudowana prawie własnym kosztem przez miejscowego proboszcza księdza Andrzeja Potockiego. Jego następcy ksiądz Głogowski i ksiądz Józef Olechowski (Który pochodził z miejscowej parafii ze wsi Żurawica) dokończyli budowę kościoła. Gdy ten ostatni został mianowany biskupem pomocniczym w Krakowie, poprosił Jana Kantego Lenczowskiego, biskupa sufragana lubelskiego, aby dokonał uroczystego poświęcenia nowo wybudowanej świątyni w Obrazowie. Uroczystość odbyła się w 1804 roku. Budowla reprezentuje styl barokowy, wybudowano ją z kamienia i cegły palonej, jest orientowana. Ostatnio wnętrze zostało odnowione w 1992 roku.